# 트리니 알바라도
트리니 알바라도(Trini Alvarado, 1967년 1월 10일 ~ )는 미국의 배우이다.

## 출연 작품
- 작은 아씨들
- 폴리